# Ахремчик Ігор Володимирович
Ахремчик Ігор Володимирович (18 жовтня 1933 — 1990) — радянський академічний веслувальник.
Бронзовий призер Олімпійських Ігор 1960 року в складі розпашної четвірки без стернового.
Срібний призер Чемпіонату Європи 1961 року в складі розпашної четвірки без стернового.